# Hérin
Hérin é uma comuna francesa na região administrativa de Altos da França, no departamento de Nord. Estende-se por uma área de 4,48 km². Em 2010 a comuna tinha 4 157 habitantes (densidade: 927,9 hab./km²).